# Distretto di Sanquin 3
Il distretto di Sanquin 3 è un distretto della Liberia facente parte della contea di Sinoe.